# الحواضن (القبيطة)

تعديل مصدري - تعديل

الحواضن هي إحدى قرى عزلة كرش بمديرية القبيطة التابعة لمحافظة لحج، بلغ تعداد سكانها 21 نسمة حسب تعداد اليمن لعام 2004.